# Massa específica aparente seca máxima
Em Mecânica dos solos, a Massa específica aparente seca máxima é obtida através da compactação do solo em sua umidade ótima, processo que minimiza os vazios do solo, proporcionando o aumento da densidade, da resistência e da estabilidade.
Este manejo é necessário em virtude dos estresses exercidos por cargas sobre o aterro como, por exemplo, o tráfego de veículos.